# Azrael (zespół muzyczny)
Azrael – zespół muzyczny z Hiszpanii grający power metal, założony w 1991.

## Muzycy

### Obecny skład zespołu
- Manuel Moral – śpiew
- Mario Gutiérrez – gitara
- Enrique J. Rosales – gitara
- J.M. Sagas – gitara basowa
- Tino Torres – perkusja

#### Byli członkowie
- Miguel Hernández – instrumenty klawiszowe
- Manuel Arqueada „Maolo” – perkusja

## Dyskografia
- Nada por Nadie (1996)
- Futuro (1998)
- Mafia (2000)
- Dimension IV (2002)
- Lo Mejor de Azrael (Kompilacja) (2006)
- Libre (2007)